# Gérard Genette
Gérard Genette (n. 7 iunie 1930, Paris, Île-de-France, Franța – d. 11 mai 2018, Ivry-sur-Seine, Île-de-France, Franța) a fost un teoretician literar francez. Este considerat unul dintre principalii reprezentanți ai analizei structurale și ai teoriei formelor literare.